# Nissan 350Z

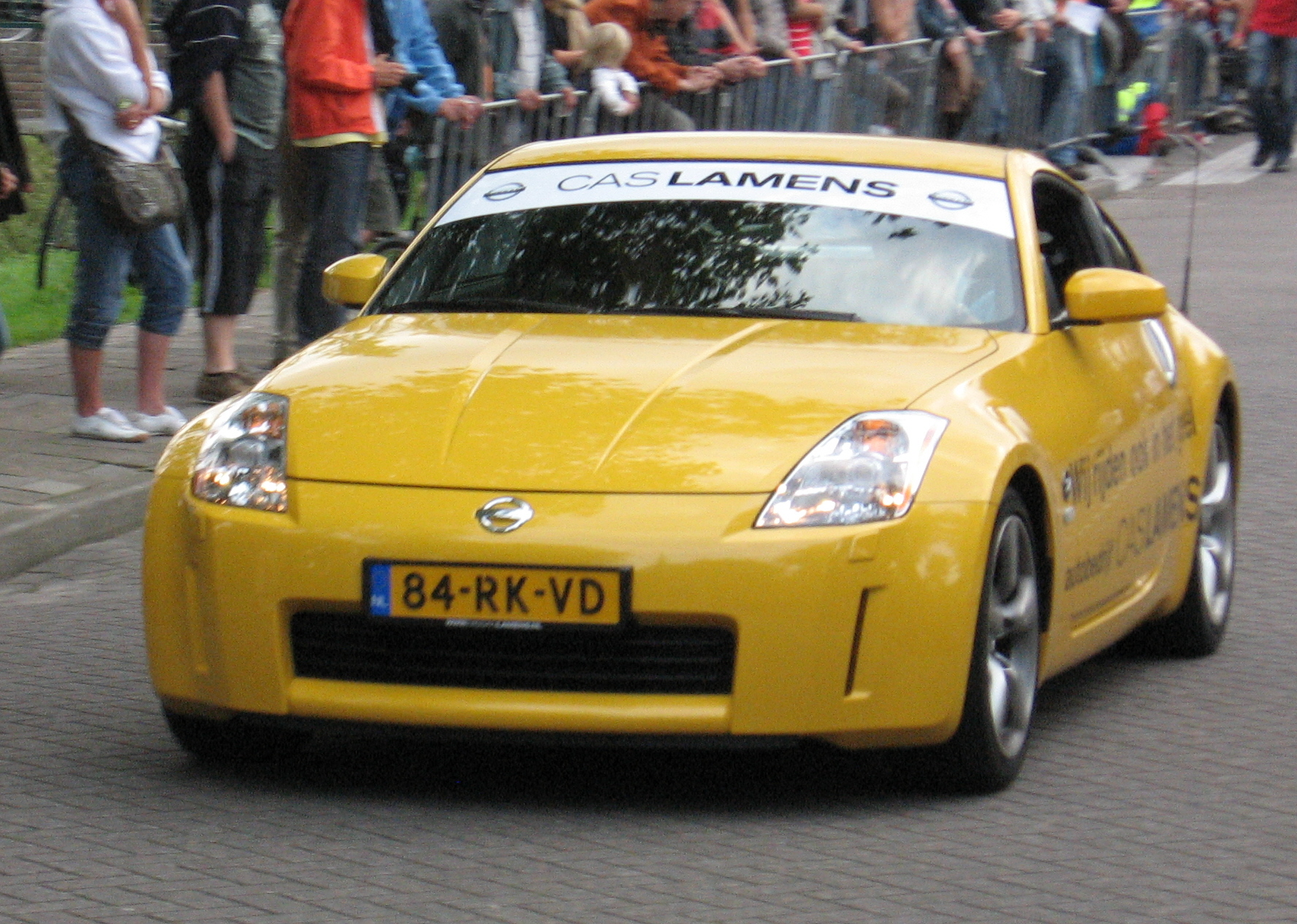
Voorzijde Nissan 350Z

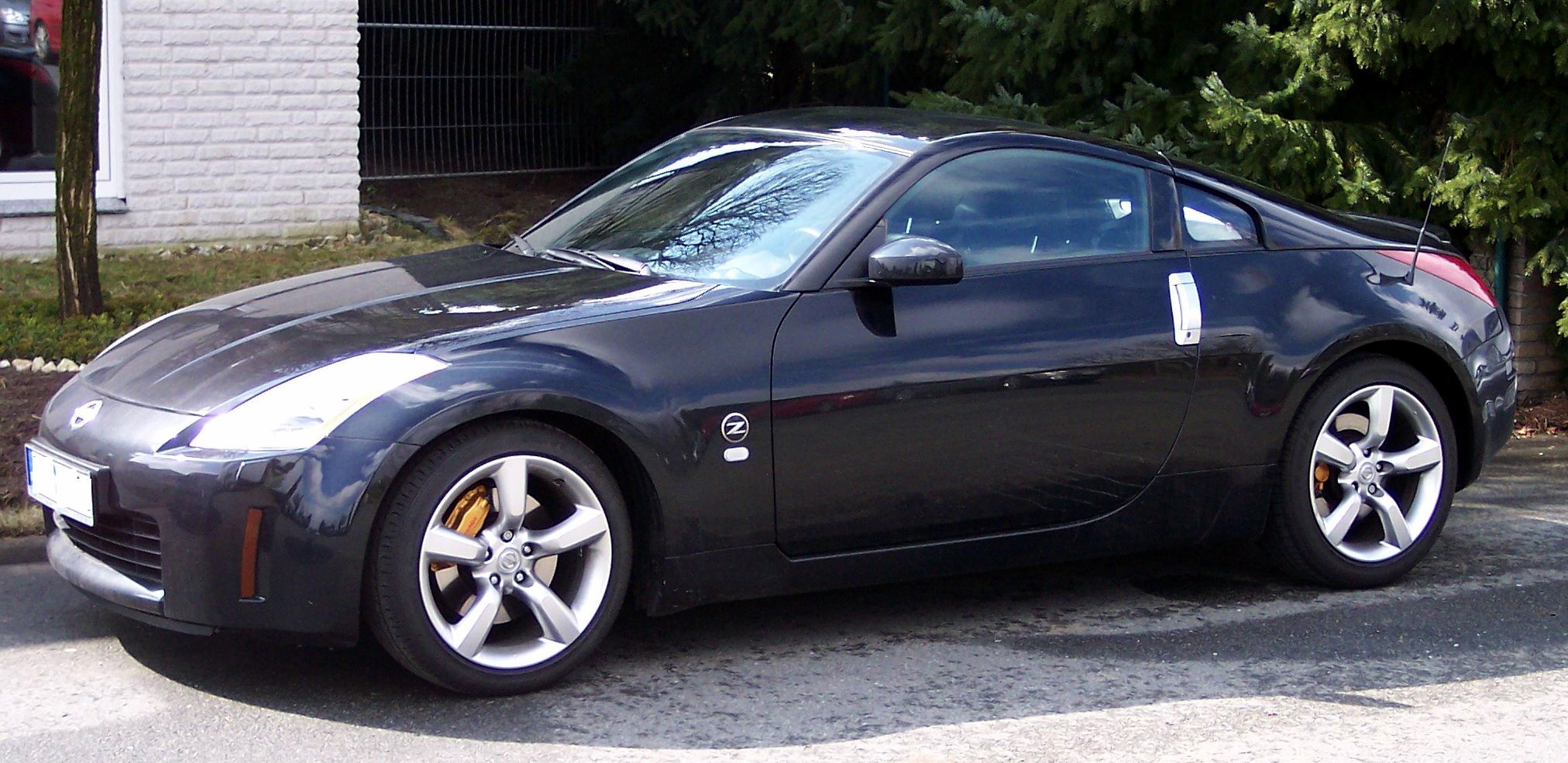
Zwarte Nissan 350Z

De Nissan 350Z is een automodel van Nissan in het segment van de sportcoupés. De auto kwam in de Verenigde Staten uit in 2002 en is in 2003 geïntroduceerd op de Europese markten.
De 350Z is de vijfde generatie (Z33) van de Z serie van Nissan. De 350Z is een tweepersoons sportcoupé die ontwikkeld is in het gedachtegoed van de 240Z, het gerenommeerde model dat in de jaren zeventig van de 20e eeuw historie schreef in verschillende autowedstrijden. Ook de 350Z heeft sinds de introductie van zich laten spreken in verschillende internationale autowedstrijden.
In Nederland werd de 350Z standaard geleverd met een 3,5 liter V6 handgeschakelde versnellingsbak. De auto was nieuw verkrijgbaar vanaf 53.545 euro.
De auto heeft een lengte van 431 cm, hij is 181 cm breed en 132 cm hoog. Het leeg gewicht is 1547 kilo. De 350Z heeft een begrensde topsnelheid van 250 kilometer per uur. In de sprint heeft de 350Z slechts 5,9 seconden nodig om 100 km/h te bereiken.
In 2009 werd de 350Z opgevolgd door de 370Z (Z34).

## Bron
- Homepage van Nissan

Huidige modellen Europa:
370Z ·
Ariya ·
Cabstar ·
Cube ·
GT-R ·
Interstar ·
Juke ·
Leaf ·
Micra ·
Murano ·
Navara ·
Note ·
NV200 ·
NV300 ·
NV400 ·
Pathfinder ·
Primastar ·
Qashqai ·
Townstar ·
X-Trail

Huidige modellen internationaal:
Altima ·
Armada ·
Bluebird ·
Caravan ·
Elgrand ·
Fuga ·
Maxima ·
NV ·
Patrol ·
Rogue ·
Sentra ·
Serena ·
Skyline ·
Skyline ·
Skyline Crossover ·
Sunny ·
Teana ·
Tiida ·
Titan ·
Xterra

Concepten:
Forum ·
Jikoo ·
Pivo ·
Urge

Uit productie:
100NX ·
200SX ·
300ZX ·
350Z ·
Almera ·
Almera Tino ·
Bluebird ·
Cedric ·
Cherry ·
Cima ·
Gloria ·
Kubistar ·
Laurel ·
Pixo ·
Prairie ·
Primera ·
Pulsar ·
Silvia ·
Stanza ·
Terrano ·
Vanette